# Jennifer Fish
Jennifer "Jenny" Fish (Strongsville, 17 mei 1949) is een schaatsster uit de Verenigde Staten. Ze vertegenwoordigde haar vaderland op de Olympische Winterspelen 1968 in Grenoble waar ze de zilveren medaille won op de 500 meter.

## Resultaten

### Olympische Spelen
| Jaar | Plaats   | Resultaten                 |
| ---- | -------- | -------------------------- |
| 1968 | Grenoble | 500 meter · 23e 1000 meter |

### Wereldkampioenschappen
| Jaar | Plaats    | Resultaten   |
| ---- | --------- | ------------ |
| 1966 | Trondheim | 24e Allround |

### Amerikaans olympisch kwalificatie toernooi
| Jaar | 500 m  | 1000 m |
| ---- | ------ | ------ |
| 1968 | Zilver | 5e     |

## Persoonlijke records
| Afstand    | Tijd    | Datum            | Baan      |
| ---------- | ------- | ---------------- | --------- |
| 500 meter  | 46,30   | 6 februari 1968  | Grenoble  |
| 1000 meter | 1.38,40 | 6 februari 1968  | Grenoble  |
| 1500 meter | 2.47,70 | 12 februari 1966 | Trondheim |